# مقاطعة تابور
مقاطعة تابور (بالتشيكية: Okres Tábor)‏ هي مقاطعة (أوكريس) في إقليم جنوب بوهيميا في جمهورية التشيك.
عاصمة هذه المقاطعة هي مدينة تابور.

## اقرأ أيضاً
- مقاطعات جمهورية التشيك